# William Stanhope (1702-1772)
William Stanhope (1702–1772), d'Eythrope, dans le Buckinghamshire, est un propriétaire britannique et un homme politique britannique Whig, qui siège à la Chambre des communes pendant 35 ans entre 1727 et 1768. De santé fragile, il voyage beaucoup et est souvent absent du Parlement. 

## Jeunesse
Il est le deuxième fils de Philip Stanhope (3e comte de Chesterfield) et de son épouse, Elizabeth Savile, fille du marquis de Halifax. Il est le frère de Philip Stanhope (4e comte de Chesterfield), Charles Stanhope et John Stanhope. Le 27 avril 1721, il épouse Susanna Rudge, fille de John Rudge, de Wheatfield, dans l'Oxfordshire. À l'occasion de ce mariage, son père lui donne les domaines de la famille Dormer dans le Buckinghamshire, d'une valeur de 8 000 £. Il est nommé Chevalier Compagnon de l'Ordre du Bain en 1725.

## Carrière
Il se présente au Parlement lors d'une élection partielle tenue à Hertford le 23 janvier 1727, sans succès. Trois jours plus tard, le 26 janvier 1727, il est élu sans opposition en tant que député pour un siège de gouvernement à Lostwithiel. Aux élections générales britanniques de 1727, il est élu député de Buckinghamshire et d'Aylesbury et choisit de siéger pour le Buckinghamshire. Il n'a eu de vote enregistré avant 1732. Puis, comme ses frères, il est membre de l'opposition whig et vote régulièrement contre le gouvernement. Il est réélu comme député du Buckinghamshire lors de l'élection générale britannique de 1734. Il est dans l'entourage de Frédéric de Galles. Comme la maîtresse du prince, Lady Archibald Hamilton, a rempli la Cour de ses parents, Stanhope s'adresse un jour à toutes les personnes qu'il ignorait sous le nom de M. ou Mme Hamilton, jusqu'à ce qu'on lui signifie que sa présence n'était pas souhaitée. La première épouse de Stanhope, Susanna, meurt le 7 octobre 1740 et ne se présente pas aux élections générales britanniques de 1741. 

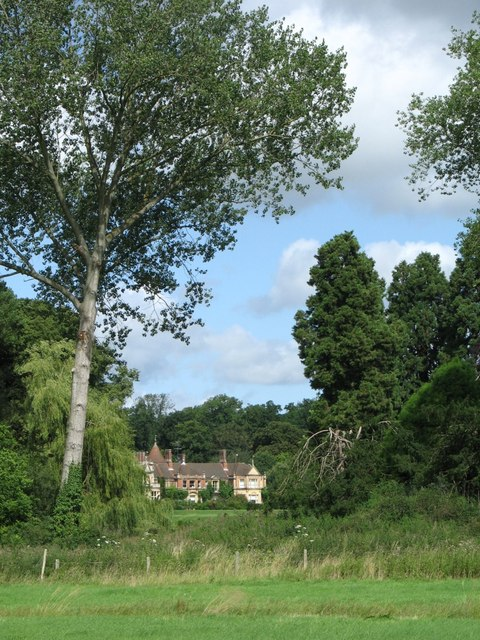
Pavillon du parc Eythrope

Il épouse Elizabeth Crowley, sa deuxième épouse, fille d'Ambrose Crowley, député et échevin de Londres, le 29 mai 1745. Cependant, elle meurt le 25 février 1746. À cette époque, il commence à améliorer Eythrope House, employant Isaac Ware pour construire les écuries et les folies dans le jardin et le parc. Il orne le terrain d'Eythrope, sa résidence préférée, avec l'imitation des ruines d'un amphithéâtre, de châteaux et de bâtiments à tourelles. 
Il se présente de nouveau aux élections générales britanniques de 1747, lorsqu'il est réélu sans opposition en tant qu'opposant Whig pour le Buckinghamshire. En 1748, il attaque les Grenvilles pour avoir transféré les assises d'été d'Aylesbury à Buckingham. Il semble avoir rétabli sa position auprès du prince de Galles, car il figure sur la liste du 2e Lord Egmont comme candidat au poste de vice-trésorier adjoint de l'Irlande, et devrait se voir attribuer le poste lors de l'accession de Frederick au trône. 
Il est réélu sans opposition pour le Buckinghamshire aux élections générales britanniques de 1754. Il aime voyager malgré des problèmes de santé et une surdité croissante et passe les quelques années suivantes en Italie. Il est de retour en Angleterre en septembre 1758 et, soucieux d'avoir un héritier masculin, il décide de se remarier. Il épouse Anne Hussey Delaval, fille de Francis Blake Delaval (officier), le 3 octobre 1759, sa troisième épouse. Chesterfield écrit que, grâce à la bonne providence de Dieu, il découvre une jeune femme de caractère disposée à la retraite qui avait été élevée prudemment par une vieille grand-mère; elle haïssait et redoutait la vie à Londres et a choisi de s'amuser à la maison avec ses livres, son dessin et sa musique. Stanhope est réélu à nouveau sans opposition aux élections générales britanniques de 1761. Il quitte l'Angleterre pour l'Italie peu après, mais le mariage ne survit pas au voyage. Horace Walpole écrit à Mann: «Nous vous avons envoyé Sir William Stanhope et ma dame, un couple amoureux; vous nous les avez retournés très différents. Quand ils sont arrivés à Blackheath, il lui a fait une petite révérence et a dit: «Madame, j'espère ne plus jamais revoir votre visage. Elle répondit: "Monsieur, je prendrai tout le soin que vous ne ferez jamais." Une séparation est arrangée par Lord Chesterfield. Stanhope est presque complètement sourd à cette époque et est de plus en plus absent du Parlement. Il vote contre le gouvernement le 15 novembre 1763 et les mandats généraux le 18 février 1764. Il repart ensuite à l'étranger et se rend à Naples en mai 1765. Il ne figure pas dans les listes de votes de 1766 jusqu'en 1768, et il ne se présente pas aux élections générales britanniques de 1768. 

## Mort et héritage
Au cours des dernières années de sa vie, Stanhope passe beaucoup de temps dans le sud de la France. Il meurt à Dijon le 7 mai 1772. Son unique enfant, Elizabeth, fille de son premier mariage, épouse Welbore Ellis (1er baron Mendip). La maison d'Eythrope est démolie de 1810 à 1811 par Philip Stanhope (5e comte de Chesterfield). Deux bâtiments de Stanhope subsistent: la grotte au bord du lac et le pont sur la Thame. 